# Grinta
In psicologia, la grinta è un tratto della personalità inteso come una combinazione di perseveranza e passione nel cercare di raggiungere i propri obiettivi, anche di fronte a ostacoli o difficoltà.
Concetti distinti ma comunemente associati nel campo della psicologia includono perseveranza, coerenza, resilienza, ambizione, bisogno di successo, coscienziosità e tenacia.

## Definizione
Deriva dal gotico ricostruito *grimmitha "che fa paura", che è considerato per lo più derivato dall'aggettivo *grimus "tremendo, irato"; in lombardo grim significa "arrabbiato", che originariamente indicava l'espressione arcigna, corrucciata o addirittura perversa di un viso. Alcuni studiosi lo ritengono in relazione con la parola in italiano grinza, che deriva dal longobardo grimmisōn "corrugare la fronte".
Nel dialetto, grinta è passato, già nell'Ottocento, ad indicare "forza e decisione". Di qui il significato attuale in italiano di "decisione, determinazione o spirito agonistico" nelle espressioni "avere grinta", "essere grintoso, pieno di grinta".
Secondo Angela Duckworth, dell'Università della Pennsylvania, la grinta è composta da passione e perseveranza, e può essere sviluppata tramite quattro qualità psicologiche: interesse, pratica, scopo, speranza.

## Nella cultura di massa
Esistono diversi film il cui titolo è legato alla grinta:
- Una bella grinta, di Giuliano Montaldo (1965)
- Il grinta, di Henry Hathaway (1969)
- Il grinta, di Joel ed Ethan Coen (2010)